# Štefan Škaper
Štefan Škaper, slovenski nogometaš in trener, * 6. oktober 1966, Prekmurje.
Škaper je celotno kariero igral v slovenski ligi za kluba Beltinci in Mura. Skupno je v prvi slovenski ligi odigral 226 prvenstvenih tekem in dosegel 130 golov, s čimer je drugi najboljši strelec prve slovenske lige vseh časov. V sezonah 1993/94 in 1994/95 je bil s 23-imi oziroma 25-imi goli še najboljši strelec prve slovenske lige. Dosegel je tudi rekordnih osem hat-trickov in je eden dveh nogometašev, ki je dosegel pet golov na eni prvenstveni tekmi.
Za slovensko reprezentanco je med letoma 1994 in 1995 odigral štiri uradne tekme.